# Mission jésuite Sainte-Marie de Bitter Root
La Mission jésuite Sainte-Marie de Bitter Root a été fondée en 1841 par l'un des Jésuites aux États-Unis, le prêtre belge Pierre-Jean De Smet, sur la Bitterroot, un affluent du fleuve Columbia.

## Histoire
L'expédition de Lewis et Clark de 1804-1806, qui s'étaient séparés à cet endroit, a montré le chemin aux Jésuites aux Etats-Unis pour remonter le Missouri jusqu'à la vallée de Bitterroot, aux frontières de l'Idaho et du Montana. C'est le pays des indiens Salish, appelés aussi « Têtes-Plates », ou Hopilpo par les trappeurs canadiens. Une douzaine d'Iroquois avaient déjà suivi le même tracé en 1823-1824. Le site est habité par les villages d'indiens Têtes-Plates et la tribu voisine est les Nez-Percés. Entre 1831 et 1839, les Têtes-Plates envoient quatre délégations consécutives à Saint-Louis, pour inviter les « robes noires ». En 1839, en particulier, Pierre Gaucher et Ignace Francis La Mousse, vont à Saint-Louis et obtiennent une réponse positive.
Le père Pierre-Jean De Smet répond à l’appel en avril 1840. Le 24 septembre 1841, il arrive dans la vallée de Bitterroot, avec les pères Gregory Mengarini et Nicolas Point, et trois autres frères, Charles Huet, Joseph Specht, et William Claessens, pour fonder la première mission des montagnes Rocheuses. Dès son arrivée, le père Pierre-Jean De Smet place une large croix a centre d'un cercle et l'embrasse solennellement.
Le site recevra en 1845 le renfort d'un médecin, Antonio Ravalli, arrivé à Fort Vancouver le 5 août 1844, après un voyage de huit mois.
La mission devra cesser ses activités en 1850, en raison des attaques des indiens Blackfoot.

## Les pionniers jésuites du secteur
- Adrian Hoecken
- Christian Hoecken
- Nicolas Point
- Pierre-Jean De Smet
- Pierre Gaucher.
- Ignace Francis La Mousse.
- Frère Mac Gean.
- l'ex-responsable de Florissant, Peter de Vos.
- Antonio Ravalli.
- Michel Accolti.
- Jean Nobili.
- Louis Vercruyisse.
- Francis Huibrechts.

Les principaux accomplissements :
- le Traité de Hell Gate, une ville proche de Missoula,  approuvé le 8 mars 1859, reconnaissant les terres des Têtes-Plates mais pas sans aucune restriction en termes de temps, sous les auspices d'Isaac Stevens, gouverneur du Territoire de Washington, conseillé par le docteur George Suckley (en).